# Ojibwa (språk)

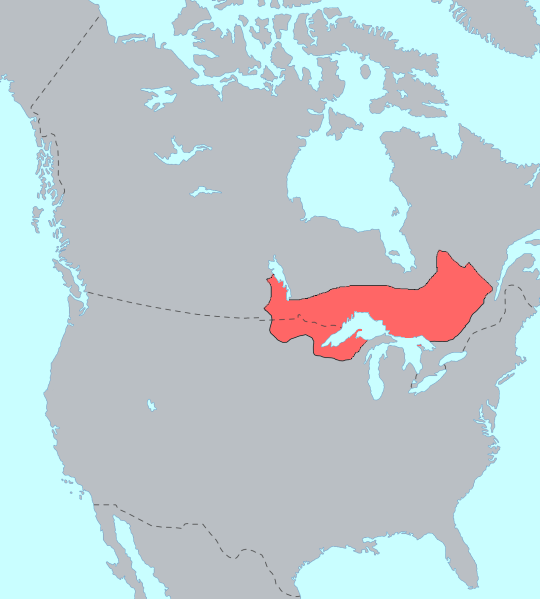
Ojibwas utbredning i Nordamerika.

Ojibwa eller anishinaabemowin (ᐊᓂᔑᓈᐯᒧᐎᓐ) är en grupp av amerikanska algonkinspråk som talas av Ojibwaindianerna. Språket är speciellt bland annat genom ha olika genus för dött och levande. Det är det idag näst största indianspråket i Kanada (efter cree) och det tredje största i Nordamerika (efter navajo och cree).

## Varieteter
Ojibwaerna talar egentligen en mängd olika, sinsemellan mycket närbesläktade, dialekter av anishinaabemowin, ett algonkinspråk som talas av de nordamerikanska urbefolkningar som kallar sig själva anishinaabeg. Till dem hör förutom ojibwa de egentliga algonkinerna, ottawaerna och potawatomierna. Förutom många olika lokala dialekter karakteriseras särskilt ojibwaspråkets moderna västligaste varianter av ett stort antal lånord från cree, franska och engelska. Grovt brukar man räkna med tre olika huvudvarianter av ojibwaspråket, med successiva övergångszoner mellan de olika dialekterna.

## Språkutveckling
Anishinaabemowin antas ibland av lingvister ha utgått från ett gemensamt ”proto-algonkinskt” språk, men eftersom det från och med 1600-talets slut var lingua franca i området kring de stora sjöarna är den språkhistoriska utvecklingen svår att följa och slutsatserna osäkra. Det är till exempel inte alls säkert att ottawaspråket för flera hundra år sedan var lika nära ojibwadialekterna som det är i dag. I stället kan det vara så att anishinaabemowin snarare ska ses som en vidareutveckling av det gemensamma handelsspråk som de berörda stammarna utvecklade under 1600- och 1700-talet än ett uppsplittrat ”proto-algonkinskt” språk som möjligen talades för flera tusen år sedan och för vilkets existens det inte finns några bevis. Vad som är orsak och verkan är inte lätt att fastställa eftersom ett historiskt skriftspråk saknas.

## Skriftspråk

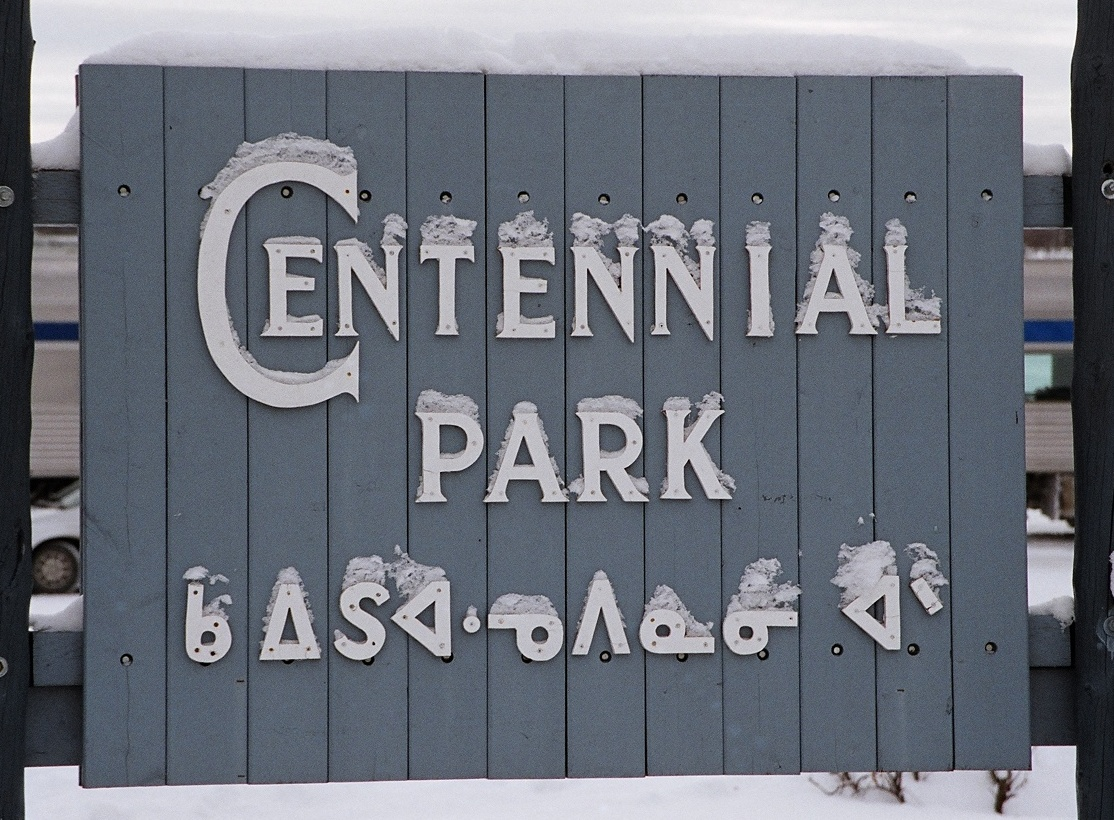
Skylt med text på ojibwa i Ontario.

Flera olika ortografier används för att skriva olika ojibwadialekter med det latinska alfabetet, liksom med ett särskilt skriftspråk som togs fram av James Evans i mitten av 1800-talet, och som i dag används för betydligt fler språk under bland annat namnet inuitisk stavelseskrift. Förr användes ett slags hieroglyfer för att skriva åtminstone personnamn, men deras betydelse tycks ha fallit i glömska.